# Бика, Альберто
Альбе́рто Би́ка (исп. Alberto Viller Bica Alonso; 11 февраля 1958, Монтевидео — 22 августа 2021) — уругвайский футболист, выступавший на позиции правого полузащитника. Наиболее известен по выступлениям за «Насьональ», с которым в 1980 году выиграл Кубок Либертадорес и Межконтинентальный кубок. В составе сборной Уругвая — участник Кубка Америки 1979 года.

## Биография
Альберто Бика — воспитанник «Насьоналя», в основном составе которого он дебютировал в 1975 году. В 1976 году выступал за «Серро», а после возвращения выиграл с «Насьоналем» свой первый чемпионат Уругвая. Играл за «трёхцветных» до 1982 года. Дважды становился победителем Лиги Майор — официального турнира, который в середине 1970-х годов был аналогом Кубка лиги в Уругвае; выигрывал Лигилью, два чемпионата Уругвая, а в 1980 году помог своей команде завоевать Кубок Либертадорес и Межконтинентальный кубок.
В сезоне 1983/84 Бика выступал за аргентинский «Ривер Плейт» вместе с другим уругвайским полузащитником Энцо Франческоли. В 1984 году под руководством их соотечественника Луиса Кубильи «Ривер» занял второе место в чемпионате Аргентины (Насьональ). В решающей игре против «Феррокарриль Оэсте» Бика вышел на замену Эктору Энрике. В 1984—1985 годах играл за «Депортиво Кали», с которым также занял второе место в чемпионате Колумбии.
В 1985 году вернулся в Аргентину, и провёл ещё два сезона за «Сан-Лоренсо» и «Унион» (Санта-Фе). В 1988—1990 годах играл на родине за «Ривер Плейт» и «Расинг». Последние семь лет в качестве футболиста провёл в Центральной Америке, играя в Гондурасе («Депортиво Петротела», «Депортес Прогресеньо»), Коста-Рике («Гуанакастес») и Сальвадоре, где и завершил карьеру в 1998 году в «Атлетико Марте».
В 1977 году Альберто Бика вместе с молодёжной сборной Уругвая выиграл чемпионат Южной Америки в своей возрастной категории. В том же году занял четвёртое место на молодёжном чемпионате мира в Тунисе. За основную сборную Уругвая дебютировал 31 мая 1979 года в товарищеском матче с Бразилией в Рио-де-Жанейро (поражение 1:5). Всего за «селесте» в 1979—1981 годах Бика сыграл девять матчей и забил один гол.
С 2003 года и до конца жизни Альберто Бика работал в структуре «Насьоналя» с молодёжью. Последние 16 лет жизни боролся с лейкемией. Умер 22 августа 2021 года в возрасте 63 лет.

## Титулы и достижения
- Вице-чемпион Аргентины: Насьональ 1984
- Вице-чемпион Колумбии: 1985
- Чемпион Уругвая (2): 1977, 1980
- Победитель Лигильи: 1982
- Победитель Лиги Майор (2): 1975, 1977
- Обладатель Кубка Либертадорес: 1980
- Обладатель Межконтинентального кубка: 1980
- Чемпион Южной Америки среди молодёжи: 1977